# 穆罕默德·阿基夫·皮里姆
穆罕默德·阿基夫·皮里姆（土耳其語：Mehmet Akif Pirim，1968年9月17日—），土耳其男子摔跤运动员。他曾代表土耳其参加1992年和1996年夏季奥林匹克运动会摔跤比赛，获得一枚金牌和一枚铜牌。